# Kono-jinja
Kono-jinja (籠神社) est un sanctuaire shinto situé sur la côte nord d'Amanohashidate de Miyazu[pas clair], préfecture de Kyoto au Japon. Le sanctuaire haut de Kono-jinja est considéré comme l'origine de Toyouke Ōmikami vénérée aujourd'hui dans l'Ise-jingu.

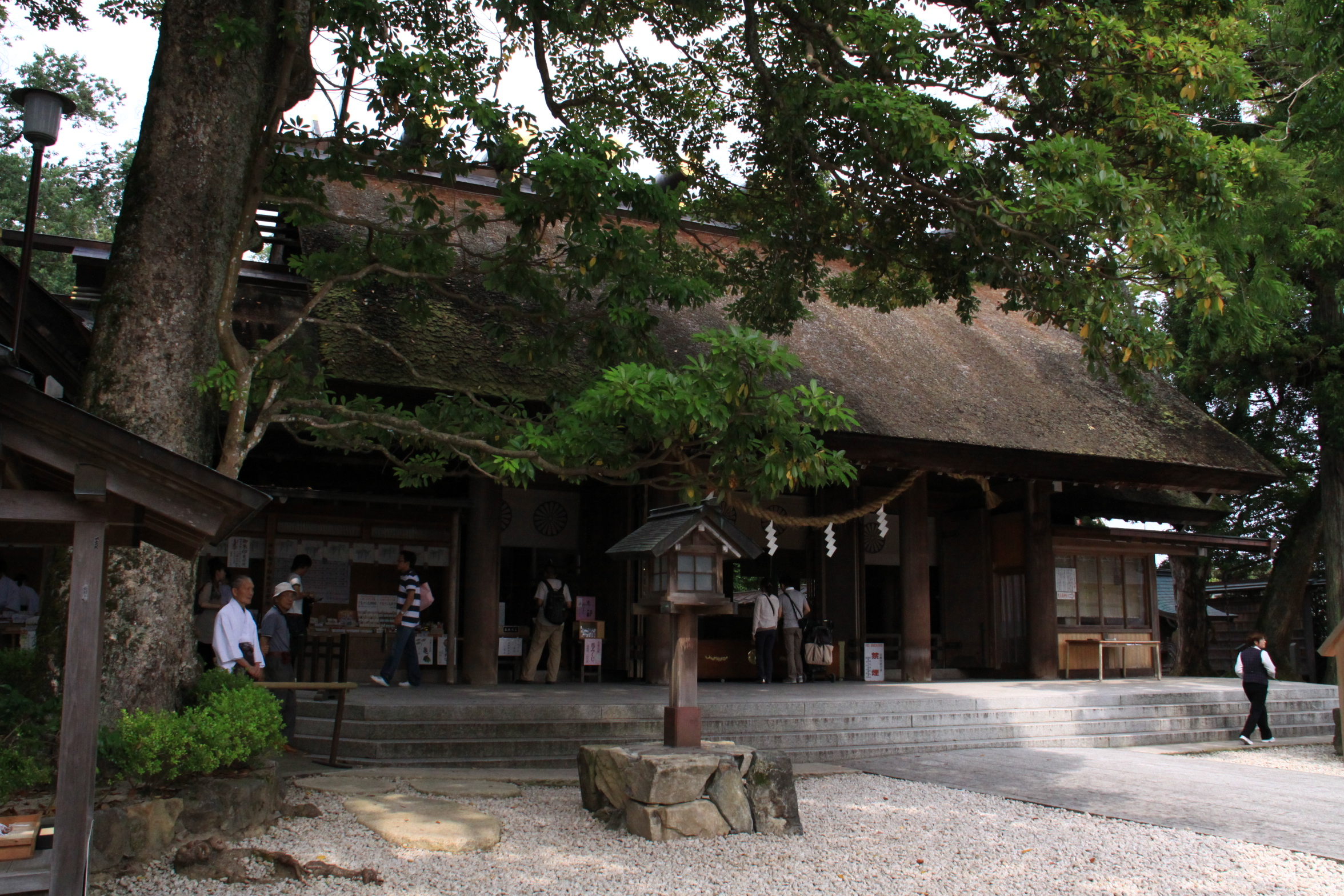
Haiden du sanctuaire de Kono (籠神社).

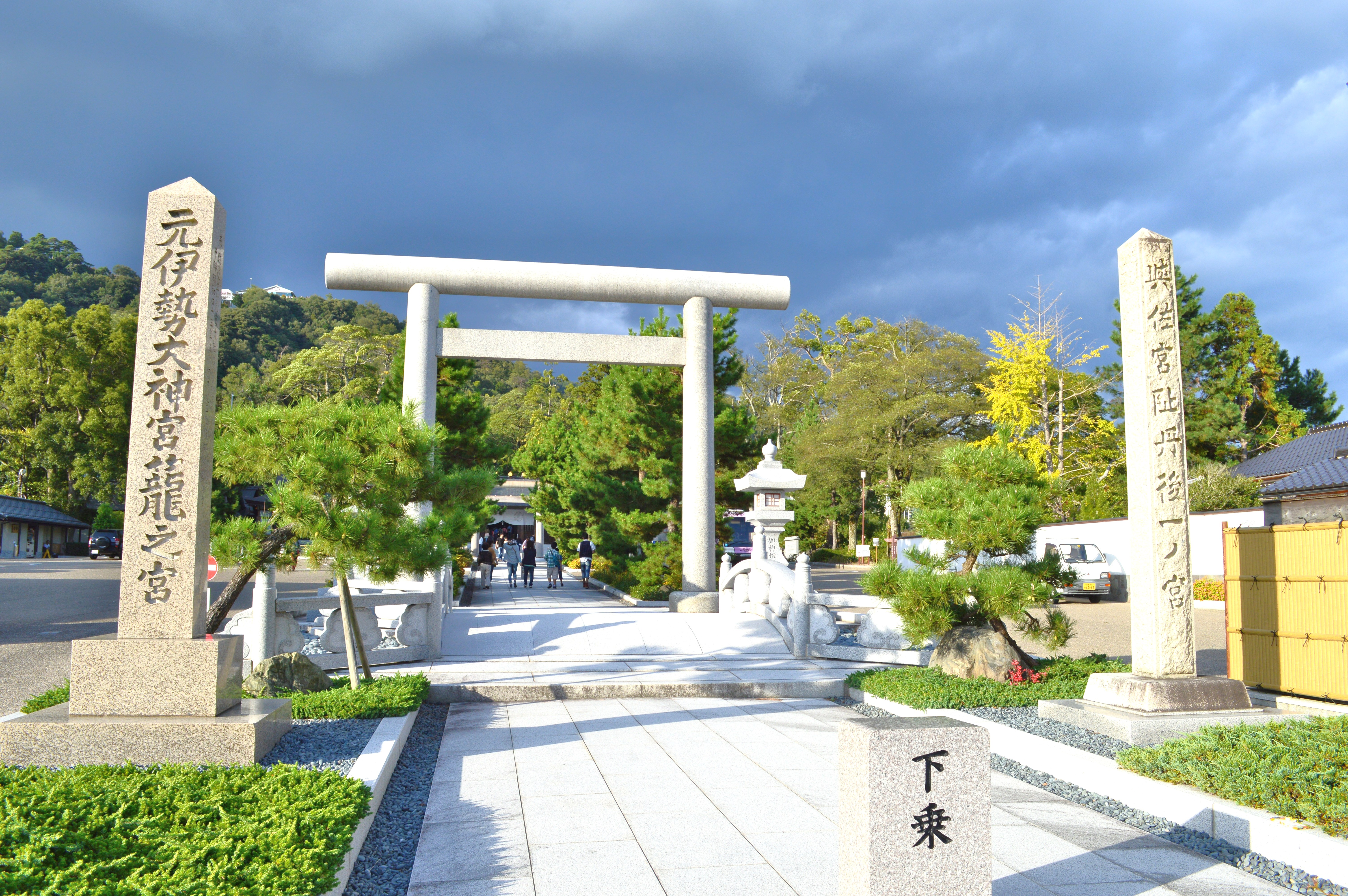
Torii de Kono-jinja.

Au Kono-jinja, le manuscrit de la généalogie du clan Amabe — la généalogie écrite la plus ancienne au Japon — est préservée et classée en tant que trésor national.

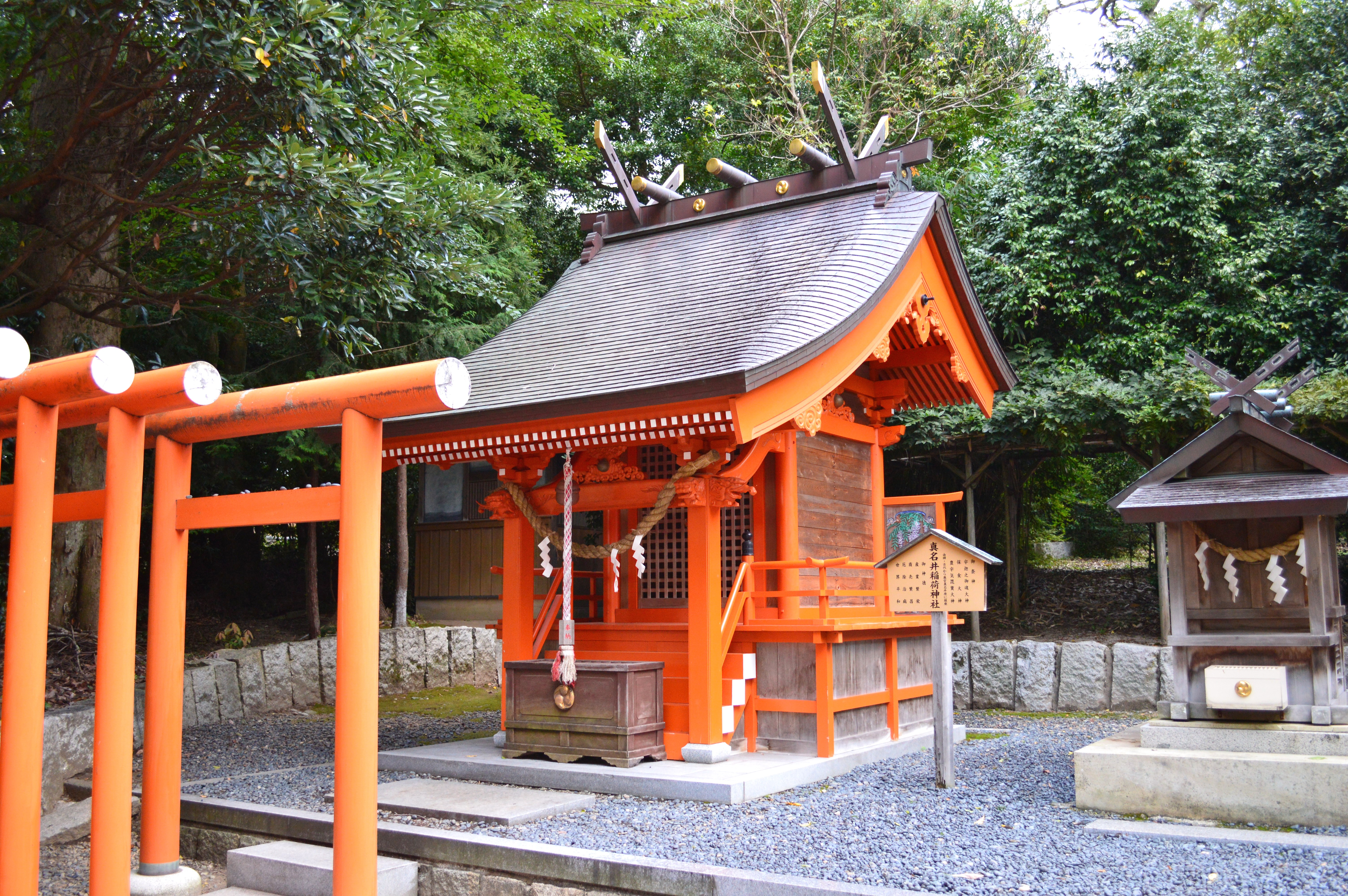
Manaiinari-jinja une sous-sanctuaire

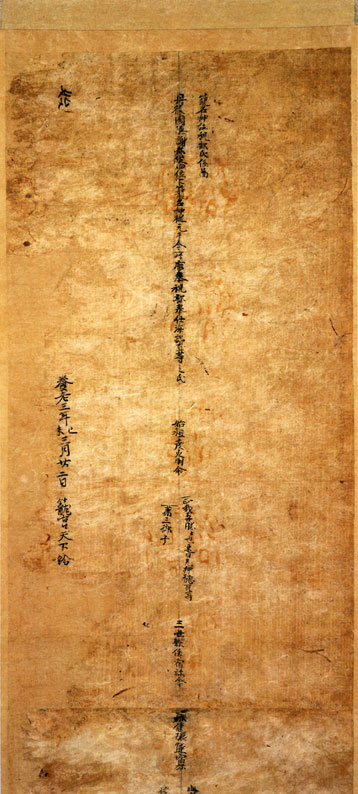
Généalogie du clan d'Amabe.